# Põltsamaa (stad)
Põltsamaa (Duits: Oberpahlen) is een stad in de gelijknamige gemeente in de Estlandse provincie Jõgevamaa. Tot oktober 2017 was Põltsamaa een aparte stadsgemeente met 4105 inwoners (2017) en een oppervlakte van 6,0 km². In die maand werd de stad bij de gemeente Põltsamaa gevoegd. De stad had 4106 inwoners op 1 januari 2024.
De stad ligt aan de gelijknamige rivier de Põltsamaa.
Põltsamaa beleefde haar bloeitijd toen ze vanaf 1570 de residentie was van koning Magnus van Lijfland en vervolgens de hoofdplaats was van een Poolse starostwo. Tot 1917 droeg ze de Duitse naam Oberpahlen. In 1926 kreeg ze de status van stad. In de Tweede Wereldoorlog werd Põltsamaa grotendeels verwoest. Daarbij ging in 1941 ook het kasteel, oorspronkelijk een vesting van de Duitse Orde en later een rococokasteel, in vlammen op.
De grootste werkgever van Põltsamaa en wijde omtrek is Põltsamaa Felix, een producent van voedingsmiddelen (vruchtendranken, conserven, sauzen, mosterd).

## Geboren
- Janek Tombak (1976), Estisch wielrenner
- Aivar Anniste (1980), Estisch voetballer

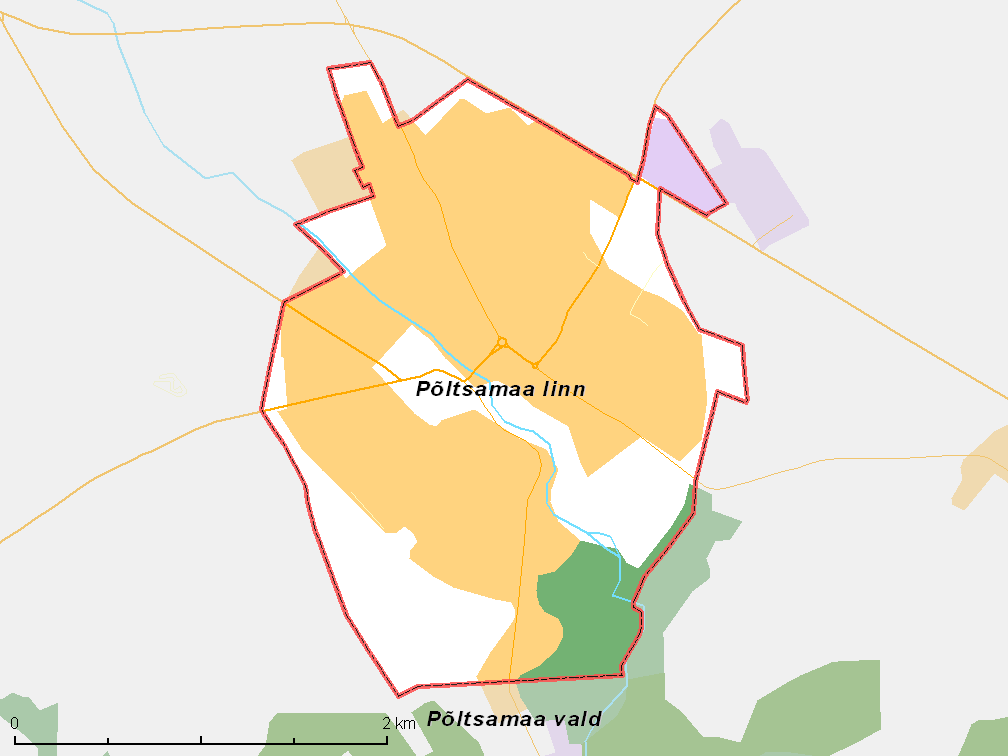
De gemeente met omliggende gemeenten, situatie begin 2017